# Barranc del Carraixet
El barranc del Carraixet o riu Sec naix a Gàtova; arreplega les aigües del vessant sud de la serra Calderona i, després d'un recorregut d'uns 45 km, desemboca a la mar per Alboraia. Es troba generalment sec durant quasi tot l'any, a excepció de la part baixa d'Alboraia, que inclou un xicotet corrent produït pels ullals que hi flueixen permanentment.
Com a conseqüència de les pluges ocasionades pels temporals de llevant, que de tard en tard assolen el País Valencià, a vegades baixa a gran velocitat una enorme massa d'aigua, que desborda l'actual llit, inundant tota l'Horta i les poblacions circumdants, amb gran dany per a vides i béns. Esta situació es veu potenciada per la desforestació accelerada a què es troba sotmesa la serra Calderona com a conseqüència dels nombrosos incendis que es produeixen any rere any. Les tres últimes barrancades van tindre lloc els anys 1949, 1950 i 1957, junt amb la famosa riuada de València.
Actualment, s'hi estan portant a terme les obres de canalització a la conca baixa. Consisteixen bàsicament en la reforma de les voreres i el nou traç de les carreteres laterals.
Aquests paratges constituïen llacunes i aiguamolls fins al segle passat, dels quals encara es manté la configuració física en forma de cercles concèntrics, en els quals conflueixen nombroses séquies.
El traçat rectilini de l'actual llit del Carraixet permet que la velocitat de l'aigua siga major i, en conseqüència, arrossega major quantitat de terres i de fang que, durant les barrancades, es diposita en les riberes i les hortes, motiu pel qual les terres circumdants es troben més altes que les restants i, al mateix temps, presenten les màximes qualitats.
Veiem, doncs, que el Carraixet, malgrat les seues inundacions, és una font de riquesa per a l'Horta.

## Afluents
- Barranc de l'Olla.
- Barranc de Porta-Coeli
- Barranc de Pedralbilla.[1]
- Barranc del Cirer (neix a la serra Calderona).[5]

## Fauna autòctona
El Barranc del Carraixet, malgrat la seua proximitat a entorns urbans i agrícoles, acull una biodiversitat rellevant gràcies al seu paper com a corredor ecològic entre la Serra Calderona i el Mediterrani. La fauna autòctona inclou espècies adaptades a zones humides, rierols i ecosistemes de rambla:
Aus
- Calamó comú (Porphyrio porphyrio): Nidifica a les zones humides del barranc, amb registres de polls durant l'hivern[6]
- Fotja comuna (Fulica atra): Comença la nidificació en gener, amb nius documentats a la vegetació palustre.
- Garberet cresta-roig (Ardeola ralloides): Observat al curs baix durant l'estiu[6]
- Altres espècies: Morell reial (Netta rufina), Àguila pescadora (Pandion haliaetus) en pas migratori, i ocells insectívors com el Cua-roig (Phoenicurus ochruros). S'han censat 141 espècies d'aus vinculades a l'Albufera.

#### Rèptils i amfibis
- Tortuga d'aigua ibèrica (Mauremys leprosa): Població monitorejada al tram del Pont Sec mitjançant el Projecte Emys, amb 22 exemplars localitzats en 2023 (incloent juvenils)[7]
- Sargantana ibèrica (Podarcis hispanicus) i Serp d'aigua (Natrix maura): Habitants freqüents de les ribes.
- Serp d'aigua (Natrix maura): Monitorejada al Pont Sec pel Projecte Emys.
- Serp de collaret mediterrània (Natrix astreptophora): Present en marges agrícoles, reconeixible pel seu collaret groguenc.

#### Peixos i fauna aquàtica
- Llissa (Mugil cephalus): Freqüenta la desembocadura, on es barregen aigües dolces i marines.
- Comunitats d'invertebrats: Als ullals (fonts naturals) habiten libèl·lules (Enallagma cyathigerum) i caballets del diable (odonats), bioindicadors de qualitat de l'aigua.

#### Mamífers
- Porc Senglar (Sus scrofa): Present a zones limítrofes amb conreus i la Serra Calderona.

#### Espècies invasores (amenaça)
La fauna autòctona enfronta riscs per espècies introduïdes:
- Tortuga de Florida (Trachemys scripta): Competeix amb la tortuga autòctona.
- Cranc de riu americà (Procambarus clarkii) i Carpa comuna (Cyprinus carpio): Alteren els hàbitats aquàtics.

## Via verda

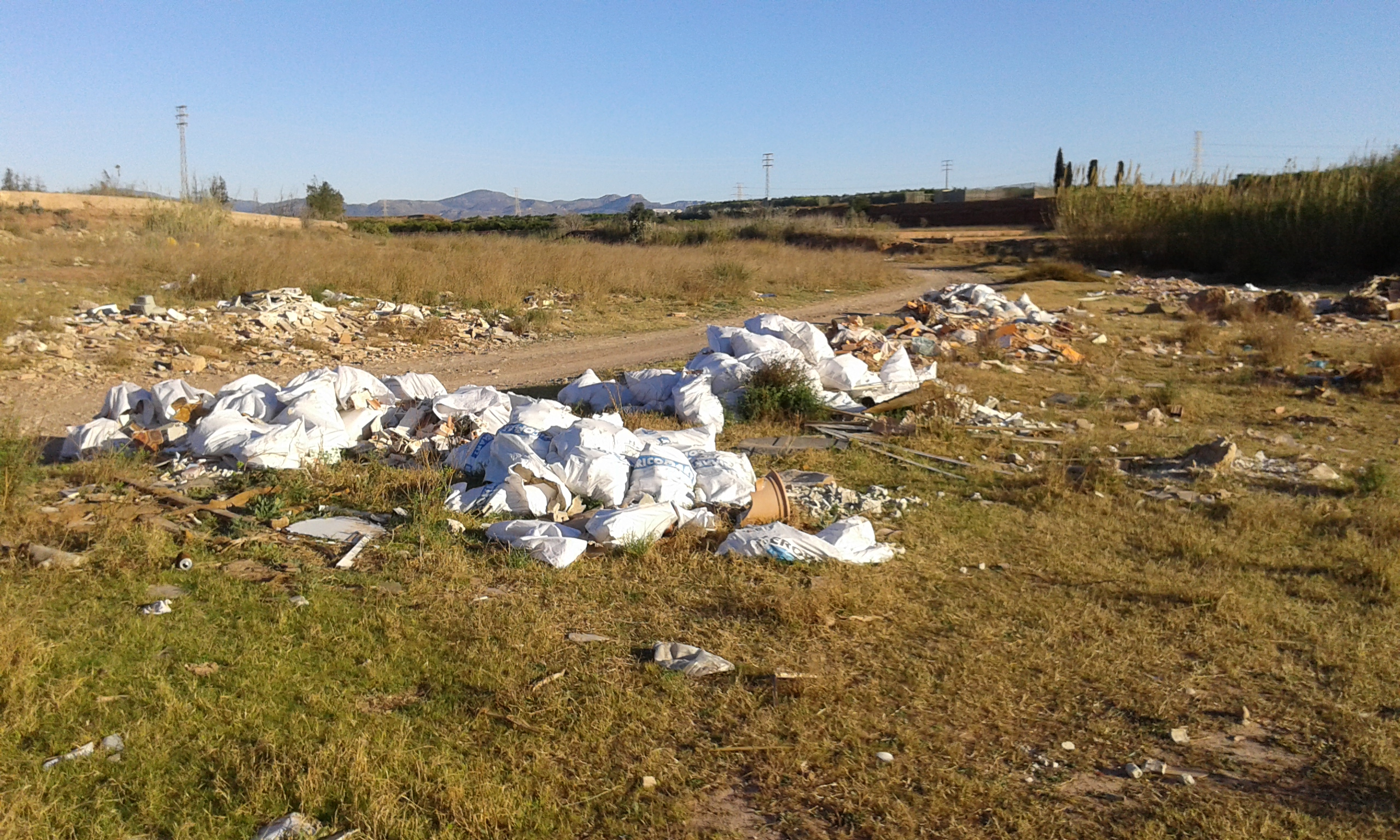
Fem i runa al barranc de Carraixet

Al mes de setembre de 2015, representants dels col·lectius de Compromís de la vora del Carraixet van reunir-se al pont Sec per defensar el barranc com a espai natural, posar en valor els seus valors paisatgístics, biològics i patrimonials i denunciar les agressions que pateix. El diputat de Compromís Joan Baldoví va presentar una esmena als pressupostos generals de l'estat reclamant una inversió per adequar les vores del barranc com a via verda amb ombres, zones accessibles i indicacions turístiques i zones de descans.

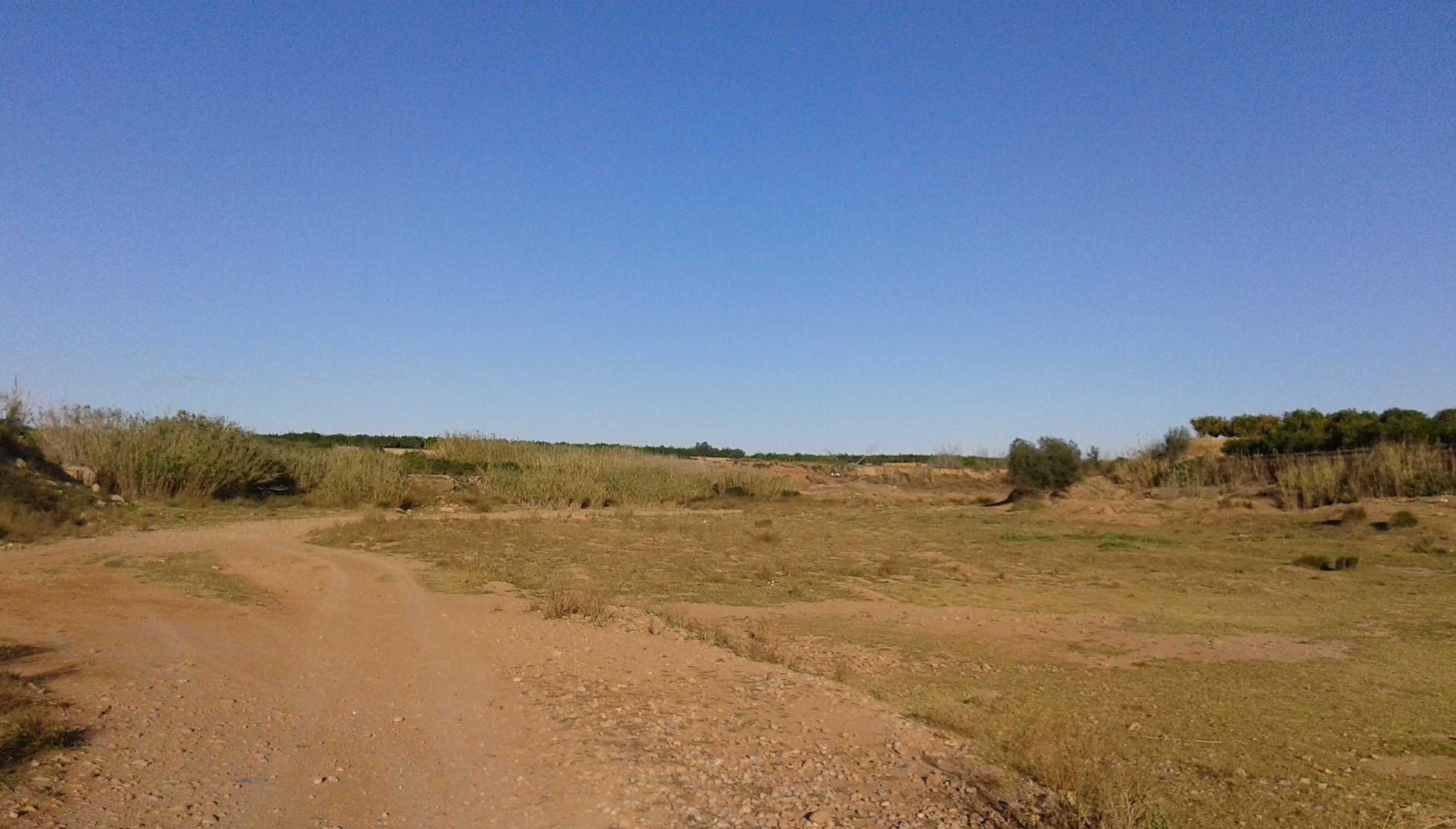
Barranc del Carraixet

## El pont Sec
39° 33′ 42.75″ N, 0° 23′ 13.95″ O / 39.5618750°N,0.3872083°O

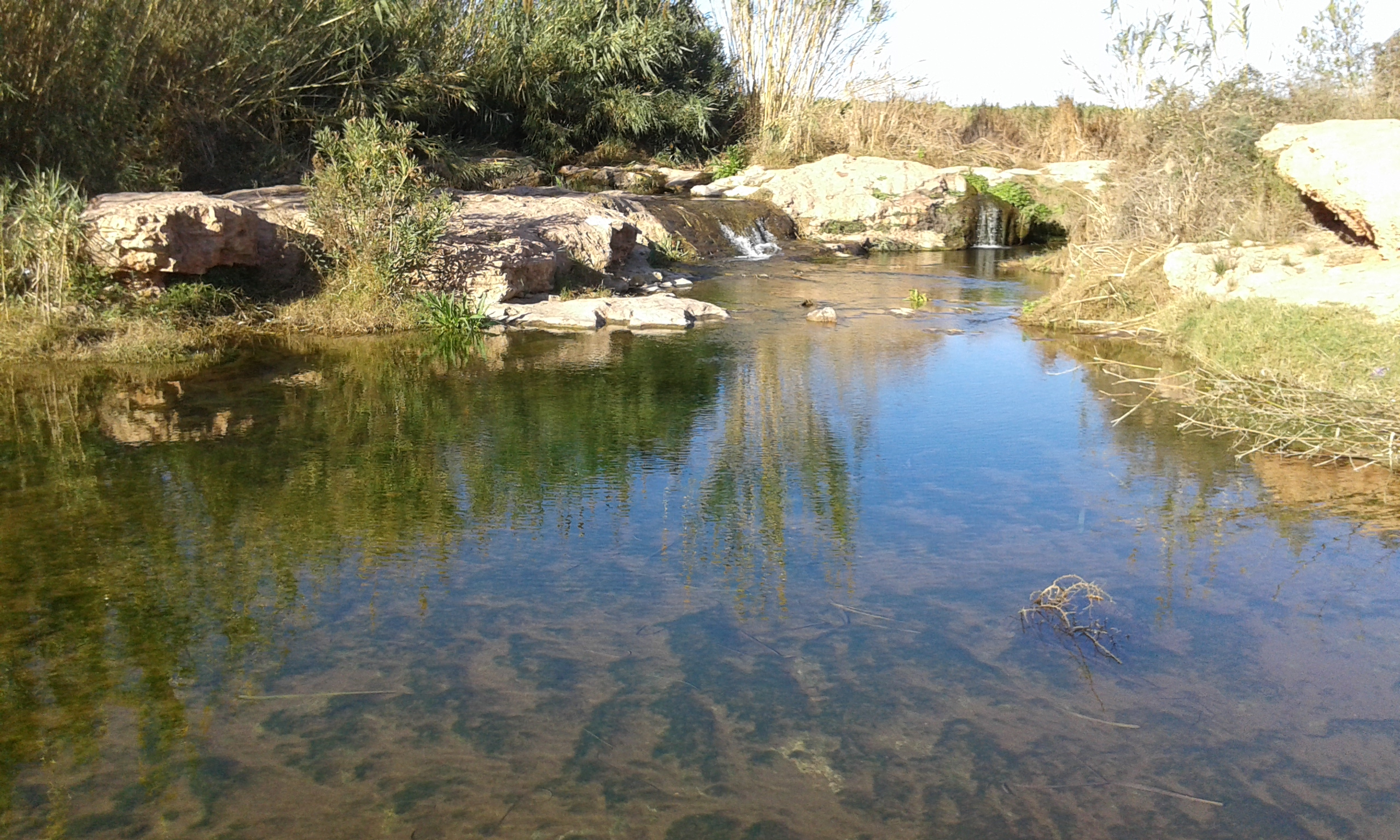
Pont Sec

El barranc és una via pecuària i s'ha degradat moltíssim en els últims anys, amb abocadors de runa i fem, transformacions agrícoles incontrolades, etc., fent que l'ecosistema palustre haja desaparegut quasi completament. Entre el pont Sec, gual de pedra per a travessar el barranc, i el Racó de Casans (seminari Metropolità), entre els termes municipals de Montcada i Foios, hi ha el partidor de la séquia de Bofilla, on la mina d'aigua aflora, i aboca els sobrants al barranc, proporcionant l'aigua per mantindre una zona humida enmig del barranc normalment sec, humitat que facilita que les aus nien en la primavera, podent-se veure entre les mates de bova collverds, polles d'aigua, agrons comuns, etc. També són nombroses les espècies vegetals que s'hi poden veure: albada, baladre, bova, créixens, flor de la viuda, herba de sant Antoni, menta borda, herba de toment, ungla de gat, etc.

### Voluntariat ambiental
Des de l'any 2013, els voluntaris del Projecte Emys d'Acció Ecologista-Agró han protagonitzat el seguiment de la població de tortugues d'aigua ibèriques que sobreviu a l'ullal del pont Sec, amb la instal·lació de mornells i la realització del cens de la població de Mauremys leprosa.

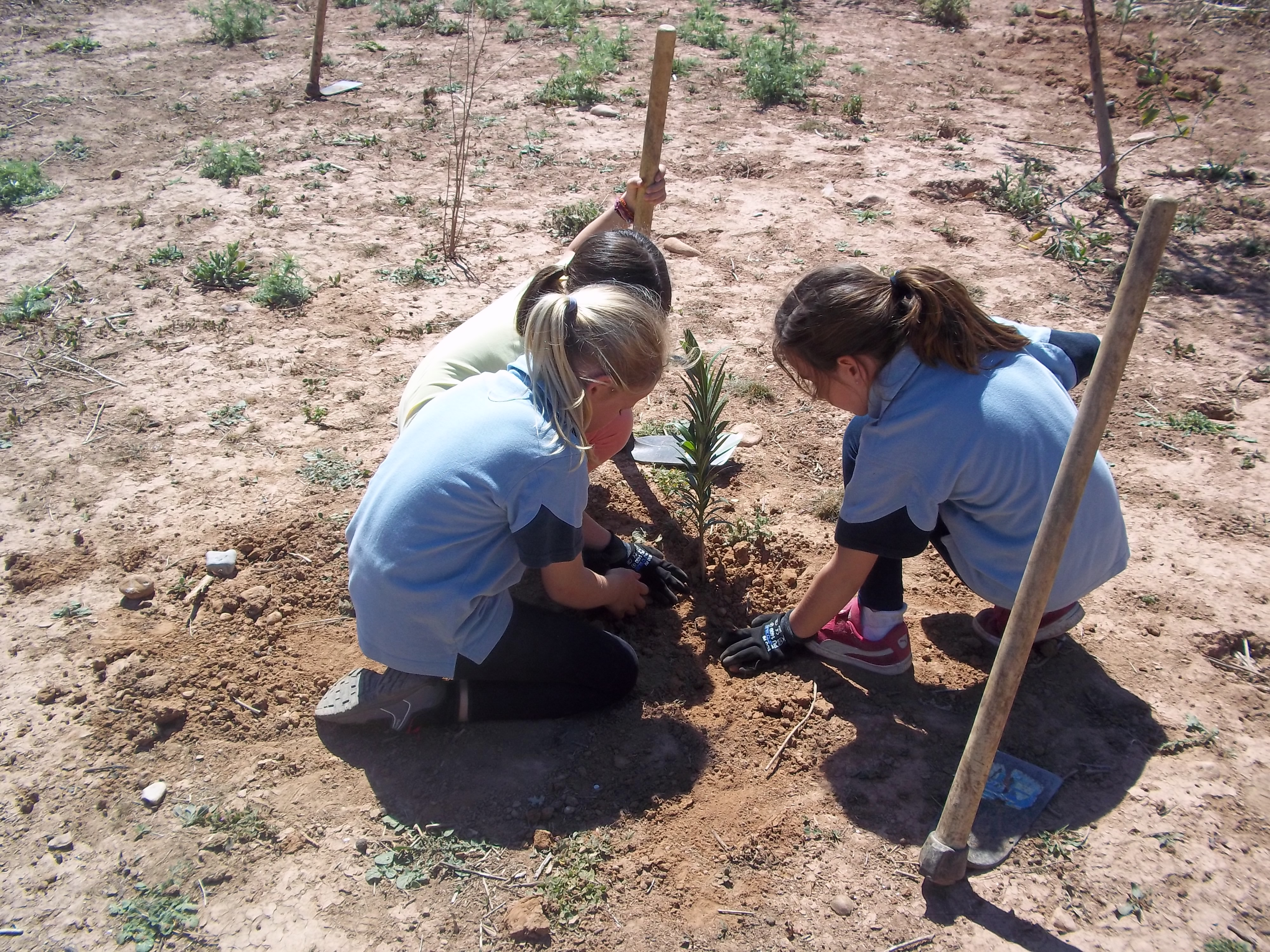
Scouts plantant baladres al Carraixet

L'any 2015, 24 voluntaris participaren en aquesta iniciativa de ciència ciutadana amb la col·laboració de la Colla Ecologista de Massarrojos, el Col·lectiu Cultural Bòbila d'Alfara del Patriarca i l'Associació Cultural Macarella de Bonrepòs i Mirambell, i es localitzaren en el pont Sec cinc tortugues d'aigua ibèriques, tres capturades i censades ja en edicions anteriors i dos individus nous censats per primera vegada. També es va retirar un exemplar de tortuga de florida, una espècie exòtica i invasora que amenaça la conservació de les tortugues autòctones.
L'any 2016, la xarxa JOVES.net, mitjançant el seu programa Horta Neta d'activitats per a joves de coneixement, millora i conservació del medi ambient, junt amb Acció Ecologista Agró, la Colla Ecologista de Massarrojos, el Col·lectiu Cultural Bòbila d'Alfara del Patriarca i l'Associació Cultural Macarella de Bonrepòs i Mirambell, organitzaren una passejada pel barranc i una plantació de lliris i baladres a l'indret del pont Sec.

## Municipis per on passa
- Gàtova[3]
- Marines[3]
- Olocau de Carraixet[4]
- Bétera[2]
- Montcada[2]
- Alfara del Patriarca[2]
- Vinalesa[4]
- Bonrepòs i Mirambell[2]
- Tavernes Blanques[4]
- Almàssera[3]
- Alboraia[2]